# José Pasqualetti
José Pasqualetti (Bastia, 27 settembre 1956) è un allenatore di calcio, dirigente sportivo ed ex calciatore francese, di ruolo centrocampista.